# Orectochilus villosus
Orectochilus villosus là một loài bọ cánh cứng trong họ van Gyrinidae. Loài này được Müller miêu tả khoa học năm 1776.

## Hình ảnh

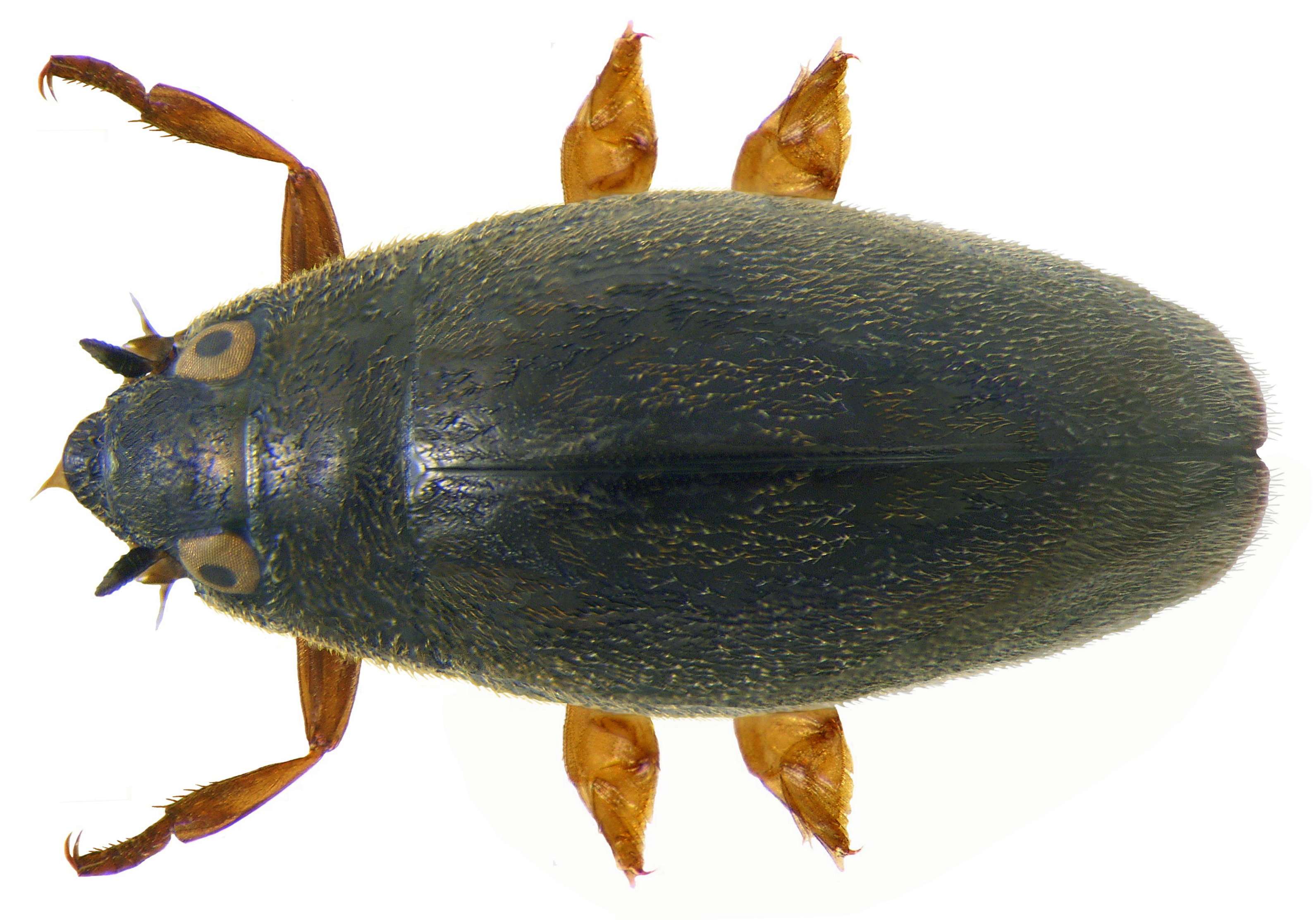
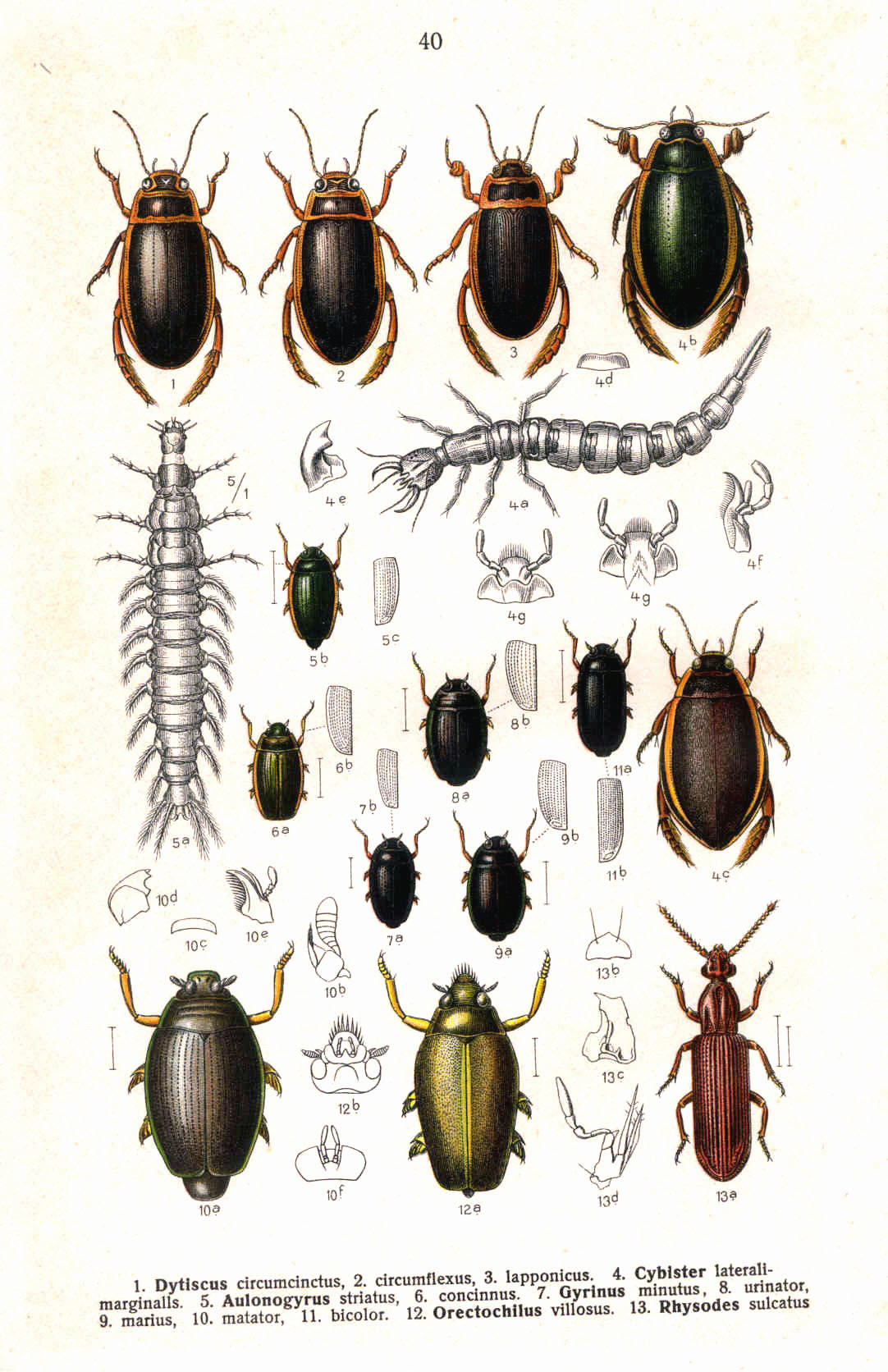
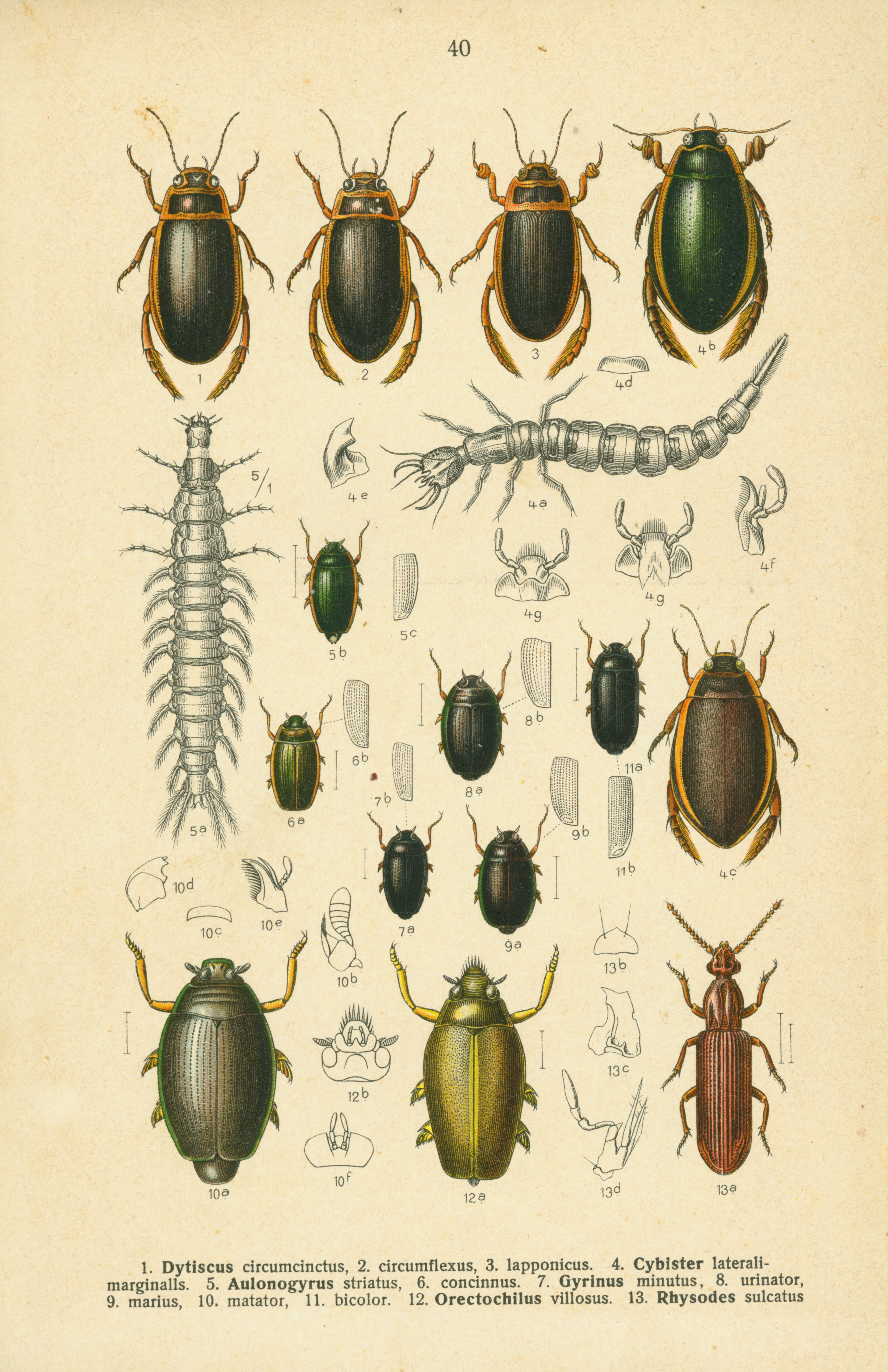